# 秀丽珍珠花
秀丽珍珠花（学名：Lyonia compta）为杜鹃花科珍珠花属下的一个种。

## 扩展阅读
- 維基物種上的相關：秀丽珍珠花